# Stadion żużlowy w Machowej
Stadion żużlowy Machowa – nieistniejący już stadion żużlowy w Machowej, w województwie podkarpackim, w Polsce. Obiekt powstał w 1992 roku. Pojemność stadionu szacowano na 2000 widzów. W latach 1992–1993 gospodarzami obiektu byli żużlowcy klubu Victoria – Rolnicki Machowa, później tor wykorzystywany był sporadycznie aż do jego likwidacji w 2013 roku. Długość toru wynosiła 285 m.

## Historia
W 1991 roku sponsorujący Unię Tarnów Piotr Rolnicki po nieporozumieniach z działaczami klubu postanowił stworzyć własny zespół żużlowy. Początkowo planował założyć nową drużynę w Tarnowie, ale po niepowodzeniach w próbie wynajmu stadionu zdecydował się wybudować własny tor w oddalonej o niecałe 20 km na wschód od Tarnowa wsi Machowa, na posiadanym przez siebie terenie. Tam też siedzibę miał nowy klub żużlowy, który nazwano Victoria – Rolnicki Machowa. Obiekt klubowy powstał w niespełna trzy miesiące, a pierwszy mecz ligowy rozegrano na nim w czwartek, 14 maja 1992 roku, o godzinie 17, przeciwko Polonii Piła (wygrana gości 45:44). Do czasu przygotowania toru zespół z Machowej rozgrywał spotkania na wyjazdach. Wstęp na pierwsze spotkanie był bezpłatny, a impreza zgromadziła na stadionie w Machowej według różnych szacunków od niecałych 10 do 15 tys. widzów. Oficjalna inauguracja toru odbyła się jednak 31 maja podczas spotkania ze Śląskiem Świętochłowice. Sezon 1992 w II lidze Victoria – Rolnicki Machowa zakończyła na 7. miejscu w tabeli. Po sezonie z klubu odeszła jednak większość zawodników wraz z trenerem. Mimo problemów finansowych właściciel zespołu starał się zachować działalność klubu. W tym celu wypożyczył pięciu zawodników ze Stali Rzeszów i zgłosił zespół do rozgrywek drugoligowych w sezonie 1993. Po rozegraniu trzech spotkań drużyna wycofała się jednak z zawodów. Był to kres klubu żużlowego w Machowej. 10 września 1993 roku na stadionie odbył się finał turnieju o Srebrny Kask. Później obiekt wykorzystywany był sporadycznie, głównie w celach treningowych. W 1999 roku zorganizowano na nim jeszcze półfinał turnieju o Brązowy Kask oraz finał polskich eliminacji do indywidualnych mistrzostw Europy juniorów. Jesienią 2013 roku tor rozebrano.

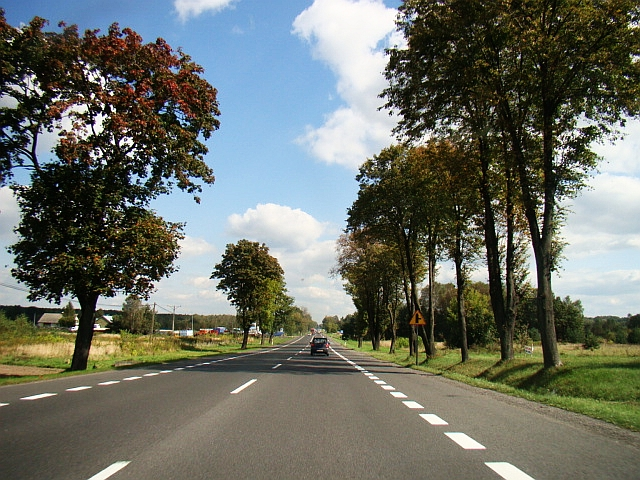
Okolica byłego stadionu

Długość toru żużlowego wynosiła 285 m, co czyniło go najkrótszym torem w Polsce. Ewenementem na skalę krajową były także profilowane łuki. Był to tor trudny technicznie i wymagający, ale dobrze nadający się do szkolenia młodych zawodników. Widownia mieściła się na porośniętych trawą wałach ziemnych wokół toru. Jedyną konstrukcją budowlaną na stadionie była wieża sędziowska. Szatnie, sanitariaty i biuro zawodów mieściły się kilkaset metrów poza stadionem, w budynkach firmy Piotra Rolnickiego.